# Obština Vetovo
Obština Vetovo (bulharsky Община Ветово) je bulharská jednotka územní samosprávy v Rusenské oblasti. Leží ve středním Bulharsku v Dolnodunajské nížině na severních svazích Dolnodunajských vysočin. Sídlem obštiny je město Vetovo, kromě něj zahrnuje obština 2 města a 3 vesnice. Žije zde přes 12 tisíc obyvatel.

## Sídla
Všechna sídla v obštině jsou samosprávná.
| - Glodževo - Krivňa - Pisanec | - Senovo - Smirnenski - Vetovo (sídlo správy) |

## Sousední obštiny
| Růžice kompasu |         | Ruse           |         | Růžice kompasu |
| Růžice kompasu | Ivanovo | Sever          | Kubrat  | Růžice kompasu |
| Růžice kompasu | Ivanovo | Obština Vetovo | Kubrat  | Růžice kompasu |
| Růžice kompasu | Ivanovo | Jih            | Kubrat  | Růžice kompasu |
| Růžice kompasu |         | Car Kalojan    | Razgrad | Růžice kompasu |

## Obyvatelstvo
K 15. září 2024 v obštině žilo 12 621 obyvatel a bylo zde trvale hlášeno 15 132 obyvatel. Podle sčítání 7. září 2021 bylo národnostní složení následující:
- Turci: 5 079 (54.2 %)
- Bulhaři: 2 165 (23.1 %)
- Romové: 1 758 (18.8 %)
- ostatní[p 3]: 371 (4.0 %)

V období 2011 až 2021 v obštině ubylo 1 432 obyvatel.